# اولگ فوتین

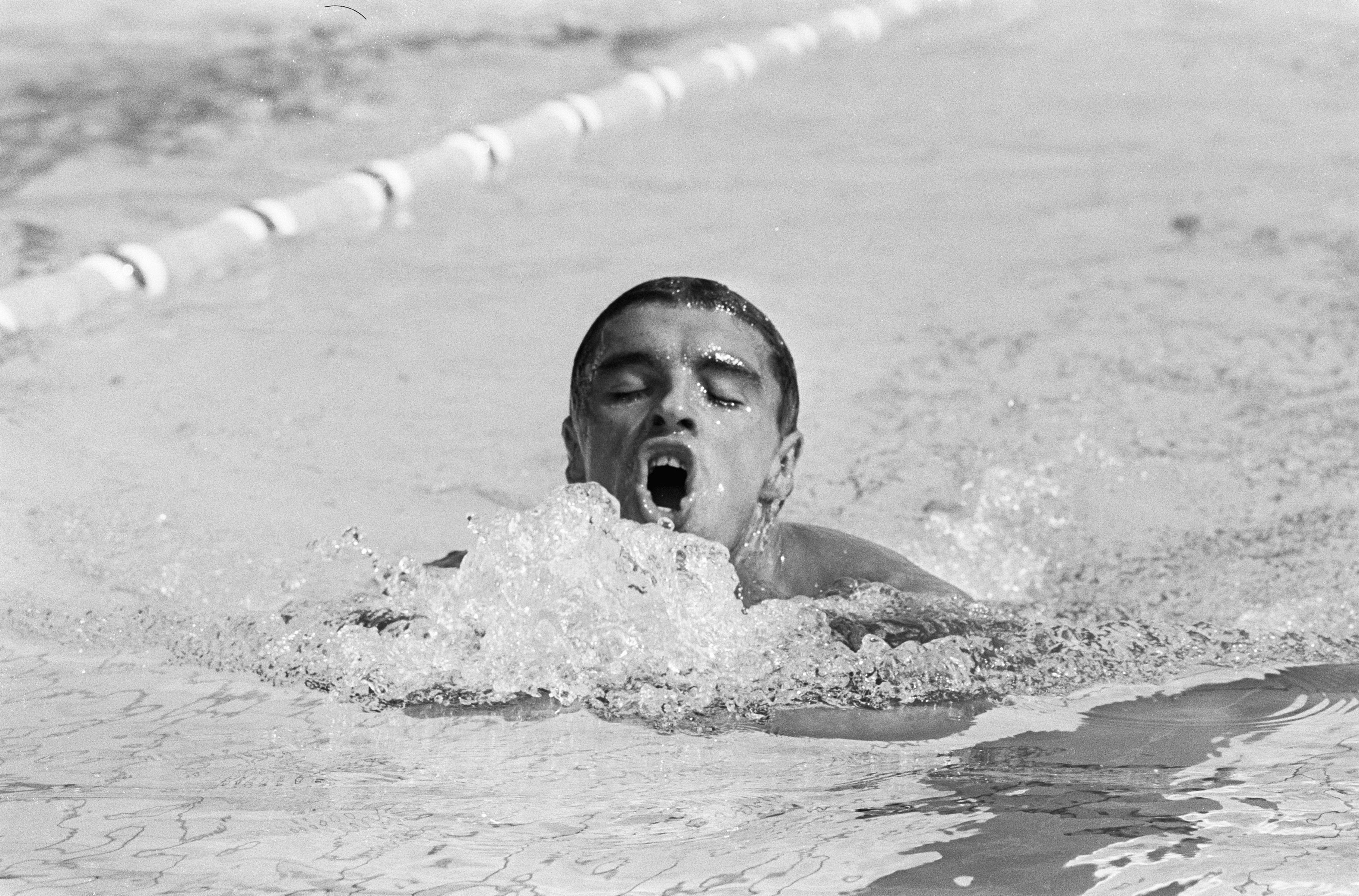
اولگ فوتین (1966)

اولگ فوتین (به انگلیسی: Oleg Fotin) (زادهٔ ۱۹ ژوئیهٔ ۱۹۴۵) شناگر اهل روسیه است.